# Parco nazionale del Liwonde
Il parco nazionale del Liwonde (Liwonde National Park) è il più grande parco naturale e faunistico del Malawi.

## Territorio
Si trova 160 km a nord di Blantyre all'estremità meridionale del Lago Malawi, lungo il fiume Shire (un tributario dello Zambesi), e confina col lago Malombe. Il territorio del parco (584 km²) è principalmente costituito da bacini d'acqua, paludi, ma anche foreste decidue e pianure.

## Fauna

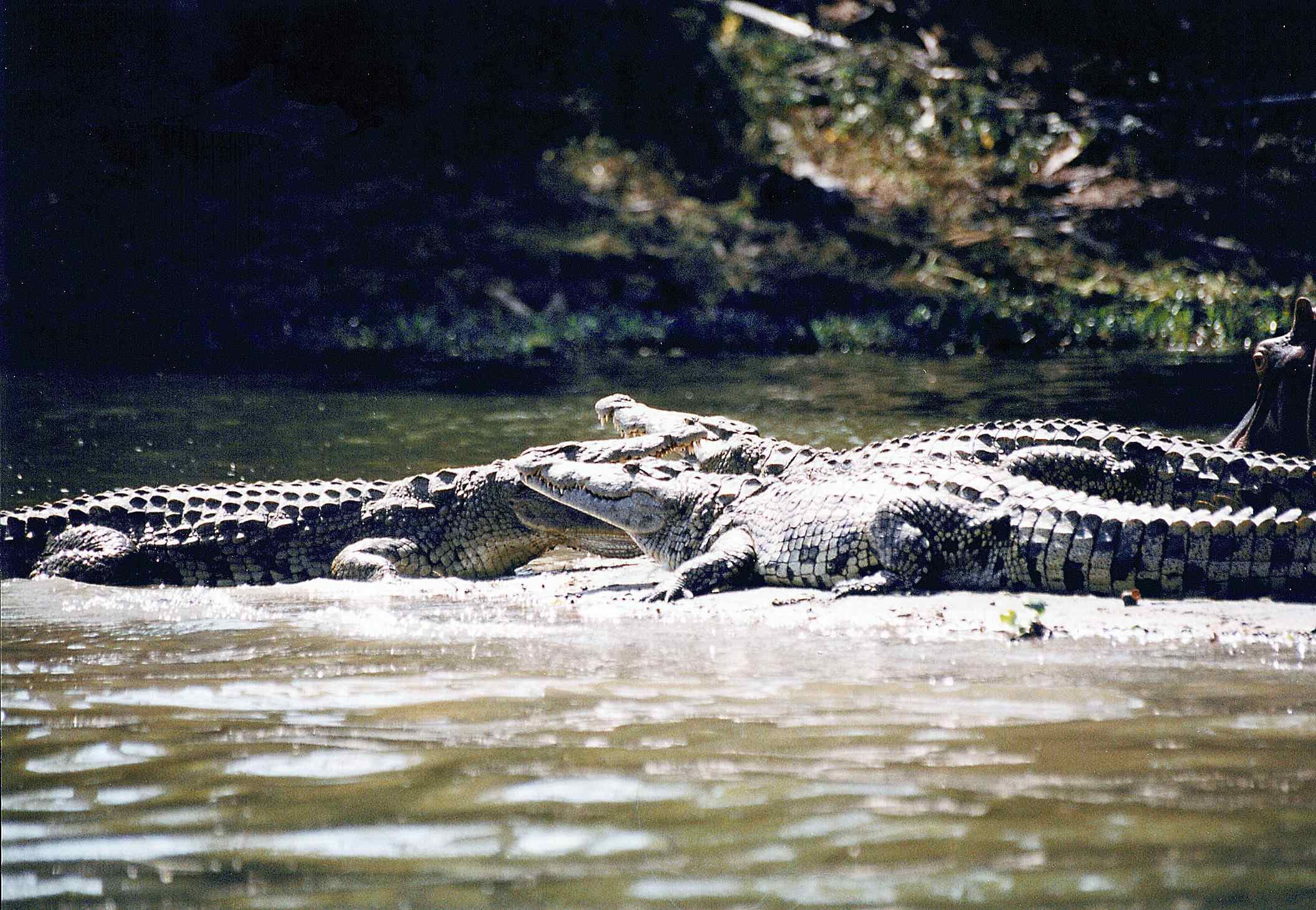
Coccodrilli sul fiume Shire

La fauna del parco è principalmente fluviale; abbondano in particolare ippopotami e coccodrilli, e sono ottime le opportunità per il bird watching. L'elenco delle altre specie presenti include elefanti, antilopi d'acqua, babbuini e impala. È riportata anche la presenza di leoni, leopardi e rinoceronti neri, ma l'avvistamento è molto improbabile.

## Strutture ricettive
Il parco contiene due strutture ricettive, entrambe gestite da Wilderness Safaris: il campo tendato Mvuu Camp e il lodge Mvuu Lodge (mvuu è la parola in lingua chichewa per "ippopotamo"). È possibile effettuare escursioni con la propria autovettura, ma solo in una zona limitata. Le strutture ricettive offrono safari a piedi e in barca. La zona è malarica.